# Leonid Grinin
Leonid Efimovich Grinin (en ruso: Леони́д Ефи́мович Гри́нин; nacido en 1958) es un filósofo de la historia, sociólogo, político, antropólogo, economista, y futurólogo ruso.

## Trayectoria
Nacido en Kamyshin (Volgogrado Región), Grinin asistió a  la Universidad Pedagógica Estatal de Volvogrado, donde obtuvo un M. A. en 1980. Obtuvo su Ph D. de la Universidad Estatal de Moscú en 1996.
Es Profesor de Investigación y Director del Centro de Investigación Social de Volvogrado, así como Director Adjunto del Centro de Eurasia para la Historia y el Sistema de Previsión. Es el Editor-en-Jefe de la revista La Edad de la Globalización (en ruso), vice-editor de las revistas Historia y Modernidad, Historia de la Psicología y Sociología de la Historia y Filosofía y Sociedad (todas en ruso), y coeditor de la Evolución Social y de la Historia y la Revista de Estudios de la Globalización y coeditor de los almanaques Historia y Matemáticas y Evolución.
El Dr. Grinin es el autor de más de 440 publicaciones académicas en ruso y en inglés, con 30 monografías y otras publicaciones académicas relacionadas con su investigación. En 2012 fue galardonado con la medalla de Oro Kondratieff por la International N. D. Kondratieff Foundation.

## Contribuciones principales
Los intereses de investigación actuales de Leonid Grinin incluyen la Big History y la Macroevolución, estudios sobre la globalización, los ciclos económicos, las tendencias a largo plazo en la evolución cultural y la evolución de las tecnologías, la periodización de la historia, la antropología política y el desarrollo a largo plazo de los sistemas políticos y los estudios de sistemas-mundo.

### Periodización de la historia
Grinin sugiere una periodización de cuatro etapas del proceso histórico. La transición de una etapa a otra es el cambio de todas las características básicas de la etapa respectiva. Como punto de partida de tal cambio, Grinin propone el principio de producción que describe las principales etapas cualitativas del desarrollo de las fuerzas productivas mundiales. Grinin distingue cuatro principios de producción: Cazadores-recolectores; Agrícola; Industrial; e informativa-científica. Para aclarar la cronología del comienzo de cada etapa respectiva, propone las tres revoluciones de producción: la Revolución Agraria o Neolítica; la revolución industrial y la revolución científico-informativa.

### Desarrollo tecnológico futuro
Leonid Grinin conecta los principales logros tecnológicos con la revolución cibernética. Piensa que las tecnologías se desarrollarán en la dirección de sistemas autorreguladores que penetrarán en muchas esferas, desde la medicina hasta la producción de alimentos. Con respecto a posibles cambios dramáticos del organismo humano, argumenta que pueden suscitar problemas éticos sin precedentes y dañar seriamente muchos aspectos vitales de nuestra vida, incluidas las relaciones familiares, el género y la moral.

### Desarrollo de sistemas políticos
Grinin insiste en que el esquema de dos etapas de la macroevolución estatal (Estado temprano - Estado maduro) propuesto por Henri Claessen y Peter Skalnik no es suficiente, y sugiere que se modifique como "Estado temprano - Estado desarrollado - Estado maduro", enfatizando que las diferencias entre los estados desarrollados y tempranos no son menos pronunciadas que las existentes entre los estados anterior y maduro.

### Globalización y soberanía
En la ciencia política mundial, el tema del cambio, la "difusión" o la "desaparición" de la soberanía nacional es ampliamente debatido. Grinin sostiene que, en general, la globalización contribuye al cambio y la reducción de los poderes soberanos estatales e investiga los motivos y las consecuencias de la deliberada reducción voluntaria de las prerrogativas soberanas, ya que la mayoría de los Estados limita voluntaria y deliberadamente el alcance de su soberanía.

### Las celebridades
Grinin también investiga la influencia del factor de las celebridades en la vida social de la sociedad moderna, analiza las celebridades como un estrato especial y las razones del rápido aumento en la importancia del rol social de la celebridad personal. Argumenta que la celebridad personal debe agregarse a la lista de características que determinan las principales formas de desigualdad y, por analogía con la "clase de conocimiento" de Peter L. Berger, sugiere definir el estrato de personas cuya ocupación está relacionada con la celebridad y cuyo mayor capital es la celebridad con la noción de 'personas famosas'.
Entre otras cosas, Grinin ha sugerido considerar la anagénesis / aromorfosis social como una innovación social universal ampliamente difundida que aumenta la complejidad, adaptabilidad, integridad e interconexión de los sistemas sociales.

### Gran divergencia y gran convergencia
Junto con Andrey Korotayev, también hizo una contribución significativa al debate actual sobre la Gran Divergencia. Como señala Jack Goldstone, la "nueva visión, cuidadosamente presentada y rigurosamente modelada por Grinin y Korotayev, proporciona una versión más rica y matizada de la" Gran Divergencia ", salvando muchas de las diferencias entre los puntos de vista tradicionales y de California. Sorprendentemente, construyen un modelo que utiliza el capital humano (educación), el crecimiento de la población global y la productividad regional, y muestran cómo tanto la Gran Divergencia como la reciente "Gran Convergencia" (la recuperación económica de los países en desarrollo) son fases de el mismo proceso de modernización global ".